# جت‌استار پسیفیک ایرلاینز
جت‌استار پسیفیک ایرلاینز (به انگلیسی: Jetstar Pacific Airlines) یک شرکت هواپیمایی با کد یاتا BL است که در دسامبر ۱۹۹۰ میلادی تأسیس شده و در ۱ آوریل ۱۹۹۱ فعالیتش را آغاز کرده‌است. دفتر مرکزی جت‌استار پسیفیک ایرلاینز در هوشی‌مین، ویتنام واقع شده‌است و قطب این شرکت هواپیمایی در فرودگاه سایگون قرار دارد و به ۱۳ مقصد، پرواز انجام می‌دهد.